# Karpinskite
La karpinskite è un minerale.